# 오스카 누녜스
오스카 누녜스(Oscar Nunez, 1958년 11월 18일 ~ )는 미국의 배우이다.

## 출연 작품
- 미스 스티븐스 - 알바레즈 교장 역
- 마스코츠
- 베이워치: SOS 해상 구조대